# Rockstar (album Sfera Ebbasta)
| Recensione       | Giudizio |
| ---------------- | -------- |
| All Music Italia | 5/10     |
| Rockol           |          |

Rockstar è il terzo album in studio del rapper italiano Sfera Ebbasta, pubblicato il 19 gennaio 2018 dalla Def Jam e distribuita dalla Universal Music Italia.
L'album ha ottenuto un ottimo successo in madrepatria, dove è risultato essere il più venduto nell'anno. Ha infatti debuttato in vetta alla Classifica FIMI Album e alla Classifica FIMI Vinili, raccogliendo inoltre 35 milioni di ascolti su Spotify nella settimana di debutto. Contemporaneamente tutti i brani presenti nel disco hanno occupato le prime dodici posizioni della Top Singoli, venendo tutti certificati dalla FIMI con almeno un disco di platino.

## Descrizione
Prodotto interamente da Charlie Charles, storico collaboratore del rapper, Rockstar si compone di undici brani, tra cui il singolo del 2017 Tran Tran e l'omonimo Rockstar, pubblicato nello stesso giorno di uscita dell'album.
Secondo quanto dichiarato da Sfera Ebbasta, l'album rappresenta «il riassunto del mio cambiamento: non ho paura di raccontarlo nelle canzoni» e le tematiche principali in esso affrontate trattano il denaro, le donne e il fumo.
Il 7 dicembre 2018 l'album è stato ripubblicato in edizione deluxe (intitolata Popstar Edition) con l'aggiunta di un secondo CD. La nuova edizione è stata anticipata dal singolo Happy Birthday, pubblicato il 30 novembre.

## Tracce
Testi e musiche di Gionata Boschetti e Paolo Alberto Monachetti, eccetto dove indicato.

### Edizione italiana
1. Rockstar – 3:15
2. Serpenti a sonagli – 3:14
3. Cupido (feat. Quavo) – 3:30 (testo: Gionata Boschetti, Quavious Marshall)
4. XNX – 2:23
5. Ricchi x sempre – 3:43
6. Uber – 3:07
7. Leggenda – 3:09
8. Bancomat – 3:08
9. Sciroppo (feat. DrefGold) – 3:25 (testo: Gionata Boschetti, Elia Specolizzi – musica: Paolo Alberto Monachetti, Davide Covino)
10. 20 collane – 2:08
11. Tran Tran – 3:39

CD bonus nella Popstar Edition
1. Popstar – 3:03
2. Uh Ah Hey – 2:56
3. Happy Birthday – 2:50
4. Cupido RMX (feat. Quavo & Elettra Lamborghini) (Sfera Ebbasta, Khea & Duki) – 3:31
5. XNX RMX (feat. Gué Pequeno) – 2:31
6. Serpenti a sonagli RMX (feat. Lacrim) – 3:14
7. Pablo (Sfera Ebbasta & Rvssian) – 2:46

Durata totale: 20:51

### Edizione internazionale
1. Rockstar – 3:15
2. Serpenti a sonagli – 3:14
3. Cupido (feat. Quavo) – 3:30 (testo: Gionata Boschetti, Quavious Marshall)
4. XNX – 2:23
5. Ricchi x sempre – 3:43
6. Uber (feat. Miami Yacine) – 3:10
7. Leggenda – 3:09
8. Bancomat (feat. Tinie Tempah) – 2:58
9. Sciroppo (feat. DrefGold) – 3:25 (testo: Gionata Boschetti, Elia Specolizzi – musica: Paolo Alberto Monachetti, Davide Covino)
10. 20 collane (feat. Rich the Kid) – 2:40
11. Tran Tran (feat. Lary Over) – 4:12

## Formazione
Musicisti
- Sfera Ebbasta – voce
- Quavo – voce aggiuntiva (traccia 3)
- DrefGold – voce aggiuntiva (traccia 9)

Produzione
- Charlie Charles – produzione, registrazione
- Daves the Kid – produzione (traccia 9)
- Marco Zangirolami – missaggio, mastering

## Classifiche

### Classifiche settimanali
| Classifica (2018) | Posizione massima |
| ----------------- | ----------------- |
| Belgio (Vallonia) | 38                |
| Italia            | 1                 |
| Svizzera          | 2                 |

### Classifiche di fine anno
| Classifica (2018) | Posizione |
| ----------------- | --------- |
| Italia            | 1         |
| Classifica (2019) | Posizione |
| Italia            | 19        |
| Classifica (2020) | Posizione |
| Italia            | 57        |
| Classifica (2021) | Posizione |
| Italia            | 66        |
| Classifica (2022) | Posizione |
| Italia            | 53        |
| Classifica (2023) | Posizione |
| Italia            | 31        |
| Classifica (2024) | Posizione |
| Italia            | 40        |